# غوردون ريد (أستاذ جامعي)
غوردون ريد (بالإنجليزية: Gordon Reid)‏ هو بروفيسور وحاكم الدولة أسترالي، ولد في 22 سبتمبر 1923 في Hurstville, New South Wales ‏ في أستراليا، وتوفي في 26 أكتوبر 1989 في برث في أستراليا بسبب سرطان.